# Pidlisnyj
Pidlisnyj (ukr. Підлісний, hist. Walddorf) – dawny chutor na Ukrainie, w obwodzie lwowskim, w rejonie jaworowskim. Leżał na północny wschód od Wereszycy.
Założony pod nazwą Walddorf w XIX wieku jako kolonia niemiecka. W II Rzeczypospolitej do 1934 samodzielna gmina jednostkowa. Następnie miejscowość należała do zbiorowej wiejskiej gminy Wiszenka w powiecie gródeckim w woj. lwowskim. Walddorf utworzył gromadę, w skład której weszła tylko miejscowość Walddorf. 11 marca 1939 Walddorf przemianowano na Lasowce.
Po wojnie obszar wszedł w struktury administracyjne Związku Radzieckiego. W 1946 roku miał status chutoru i został przemianowany na Pidlisnyj. Zlikwidowany w związku z utworzeniem Jaworowskiego Poligonu Wojskowego. 